# 吐谷浑静媚
吐谷浑静媚（517年—565年7月16日），吐谷浑王族，北朝的贵族妇女，吐谷浑首领阿豺的玄孙女。
魏太武帝太平真君五年（444年），阿豺的儿子纬代被杀，吐谷浑静媚的曾祖父吐谷浑头颓和叱力延兄弟八人投靠北魏。于是世居洛阳。吐谷浑静媚十七岁时嫁给上党郡士族尧峻。齐武成帝天统元年六月初三日（565年7月16日），吐谷浑静媚薨于京师邺城永福里第。天统三年（567年）岁次丁亥二月壬寅朔廿日辛酉，合葬于邺西漳北负郭七里。

## 先世
- 高祖父：阿豺
- 曾祖父：吐谷浑头颓，汶山公
- 祖父：吐谷浑丰，宁西将军、长安镇将、洛州刺史、南中郎将、汶山公
- 伯父：吐谷浑玑
- 父：吐谷浑仲宝，员外散骑侍郎